# Isai

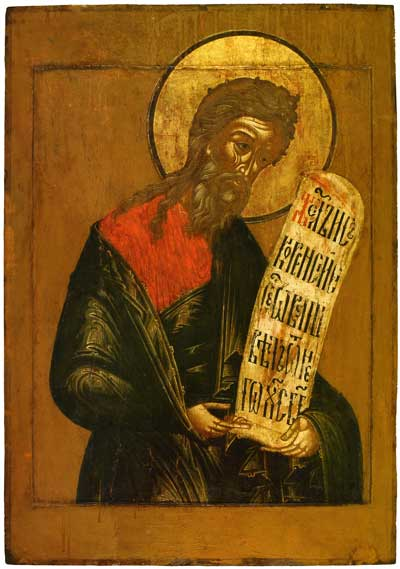
Isai, Russische Ikone von 1654

Isai (auch Jesse; hebräisch יִשַׁי jišaj,) ist im Alten Testament bzw. Tanach der Vater von König David (Rut 4,17 ). Er ist ein Efratiter aus Bethlehem (1 Sam 16,1 ).

## Name
Die genaue Etymologie des Namens Isai, hebräisch יִשַׁי jišaj oder in Pausalform יִשָׁי jišāj, ist unsicher. Vermutlich geht er entweder auf אִישׁ ʾîš „Mann“ oder יֵשׁ jēš „Dasein“, „Vorhandensein“ zurück. Daraus ergeben sich folgende Herleitungen:
- אִישׁ ʾîš + -ay: „Mann [aus …]“ – das bestimmende Ortselement ist entfallen
- אִישׁ ʾîš + GN: „Mann [Gottes]“
- יֵשׁ jēš + -ay: „Er ist vorhanden“, „Dasein“
- יֵשׁ jēš + GN: „[Gott] ist vorhanden“

Die Vulgata gibt den Namen mit Isai oder Iesse wieder, woraus sich die Nebenform Jesse ableitet. In der Septuaginta lautet der Name Ἰεσσαί Iessaí.

## Biblischer Bericht
Isai ist nach Rut 4,17–22  der Sohn Obeds und damit der Enkel der Moabiterin Rut mit dem Bethlehemiten Boas. Die moabitische Herkunft gilt in der Forschung jedoch nicht als gesichert. Er war ein Nachkomme Judas der neunten (1 Chr 2,3–17  und Rut 4,18–22 ) oder zehnten (Lk 3,32 f ) Generation. Vermutlich arbeitete er als Bauer. Über seine Kinder finden sich in der Bibel unterschiedliche Angaben: Gemäß 1 Sam 16,10 f  und 17,12  hat er acht Söhne (namentlich genannt: Eliab, Abinadab, Schamma und David), während 1 Chr 2,13–15  von sieben Söhnen und deren Schwestern berichtet (Eliab, Abinadab, Schima, Netanel, Raddai, Ozem, David und deren Schwestern Zeruja und Abigajil). David wird unabhängig von der Anzahl als jüngster Sohn benannt. Die Familie lebte in Betlehem (1 Sam 16,1  u. ö.). Später brachte David Isai und seine Frau an den moabitischen Königshof, um sie vor den Nachstellungen Sauls zu schützen. Es ist davon auszugehen, das zwischen Isais Familie und Moab eine engere Beziehung herrschte (vgl. Rut 4,17–22 , 1 Sam 22,3 f ). Zur Zeit Sauls war er „bereits alt und betagt“ (1 Sam 17,12 ).

Die biblische Überlieferung zeigt Interesse an Isai primär aufgrund seiner Rolle als Vater Davids. In den Genealogien, die ihn nennen, steht die Herkunft Davids im Mittelpunkt. Auch David selbst wird, obwohl er der einzige Namensträger ist, immer wieder durch die Ergänzung „Sohn Isais“ näher spezifiziert (2 Sam 23,1  u. ö.) oder es wird zugunsten der Vaterbezeichnung ganz auf seinen Vornamen verzichtet (1 Sam 20,27  u. ö.).

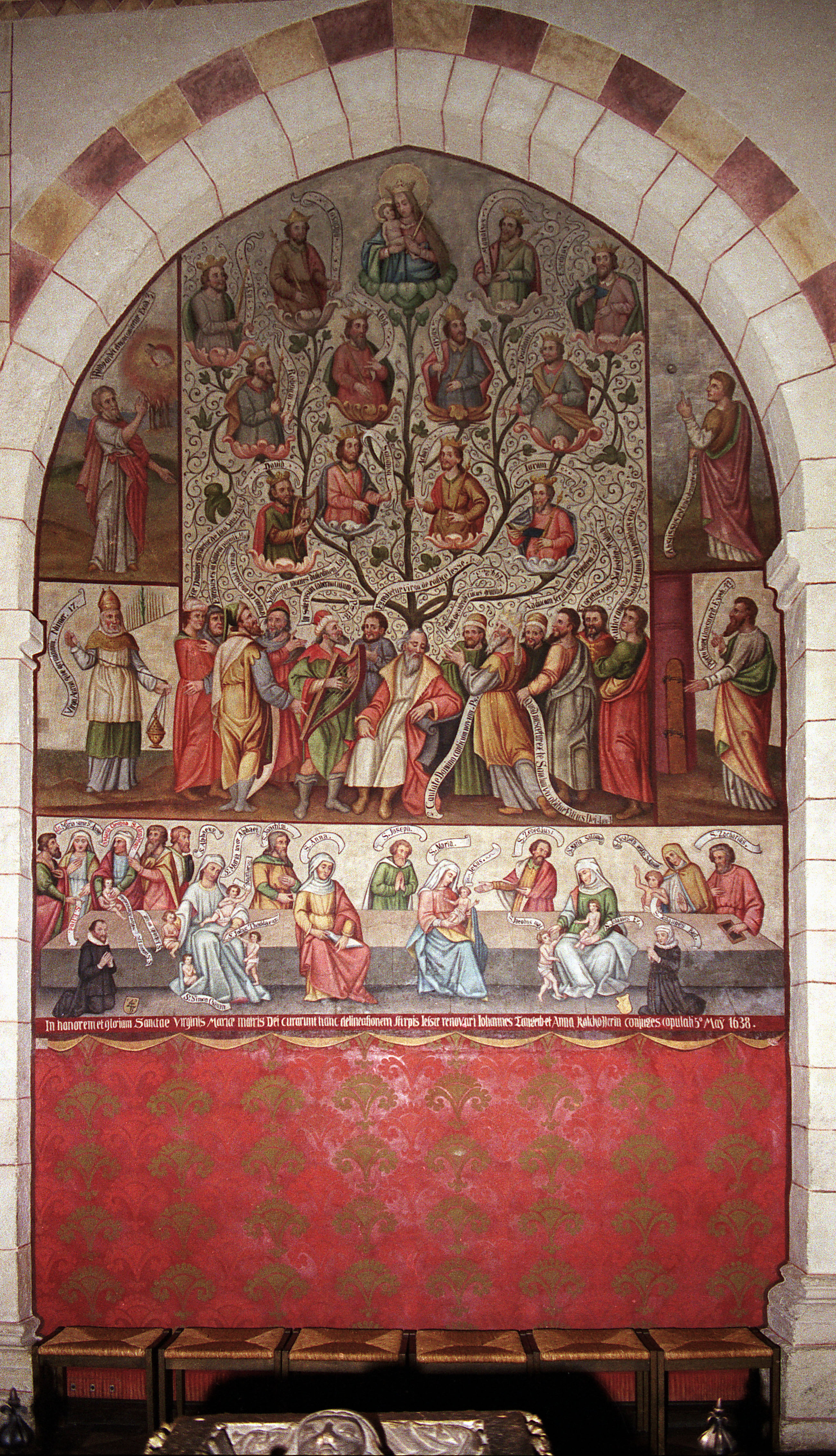
Wurzel Jesse im Limburger Dom

Besonders häufig wird Isai in der Aufstiegsgeschichte Davids genannt. Hier kommt er als Vater des Protagonisten in den Erzählungen zum Beginn von Davids öffentlichem Wirken vor (1 Sam 16,1–13 : Salbung Davids durch Samuel; 1 Sam 16,14–23 : David als „Musiktherapeut“ am Hof; 1 Sam 17 : David gegen Goliat).
Ps 72 , der in V. 1 als Bittgebet Davids für seinen Sohn Salomo ausgewiesen wird, endet mit dem Kolophon „Zu Ende sind die Bittgebete Davids, des Sohnes Isais“ (V. 20), wodurch David selbst den familiären Ursprung hervorhebt. Dieser Psalm schließt den zweiten Davidspsalter (Ps 42–72) ab.
Die Metapher des neu ausschlagenden Baumstumpfs in Jes 11  verheißt einen neuen Herrscher aus der Familie Isais (vgl. auch Röm 15,12 ). „Mit Bezug auf den Beginn des Königshauses in Juda wird mit dem Vegetationsbild die Rettung der davidischen Dynastie in letzter Minute geschildert. Der Rückgriff auf den Vater Isai ohne Erwähnung von David hat die Funktion, die unerwartet neue Initiative Gottes für die Familie Isais zu schildern.“
In der Bibel wird Isais Name insgesamt 48 Mal erwähnt:
- Hebräische Bibel: 42 Nennungen
  - Rut 4,17.22 EU (3×), 1 Sam 16,1–22 EU (13×), 1 Sam 17,12–58 EU (5×), 1 Sam 20,27–31 EU (3×), 1 Sam 22,7–13 EU (4×), 1 Sam 25,10 EU, 2 Sam 20,1 EU, 2 Sam 23,1 EU, 1 Kön 12,16 EU, 1 Chr 2,12 f EU (2×), 1 Chr 10,14 EU, 1 Chr 12,19 EU, 1 Chr 29,26 EU, 2 Chr 10,16 EU, 2 Chr 11,18 EU, Ps 72,20 EU, Jes 11,1–10 EU (2×)
- Deuterokanonische Schriften: 1 Nennung
  - Sir 45,25 EU
- Neues Testament: 5 Nennungen
  - Mt 1,5 f EU (2×), Lk 3,32 EU, Apg 13,22 EU, Röm 15,12 EU

## Isai in der Überlieferung

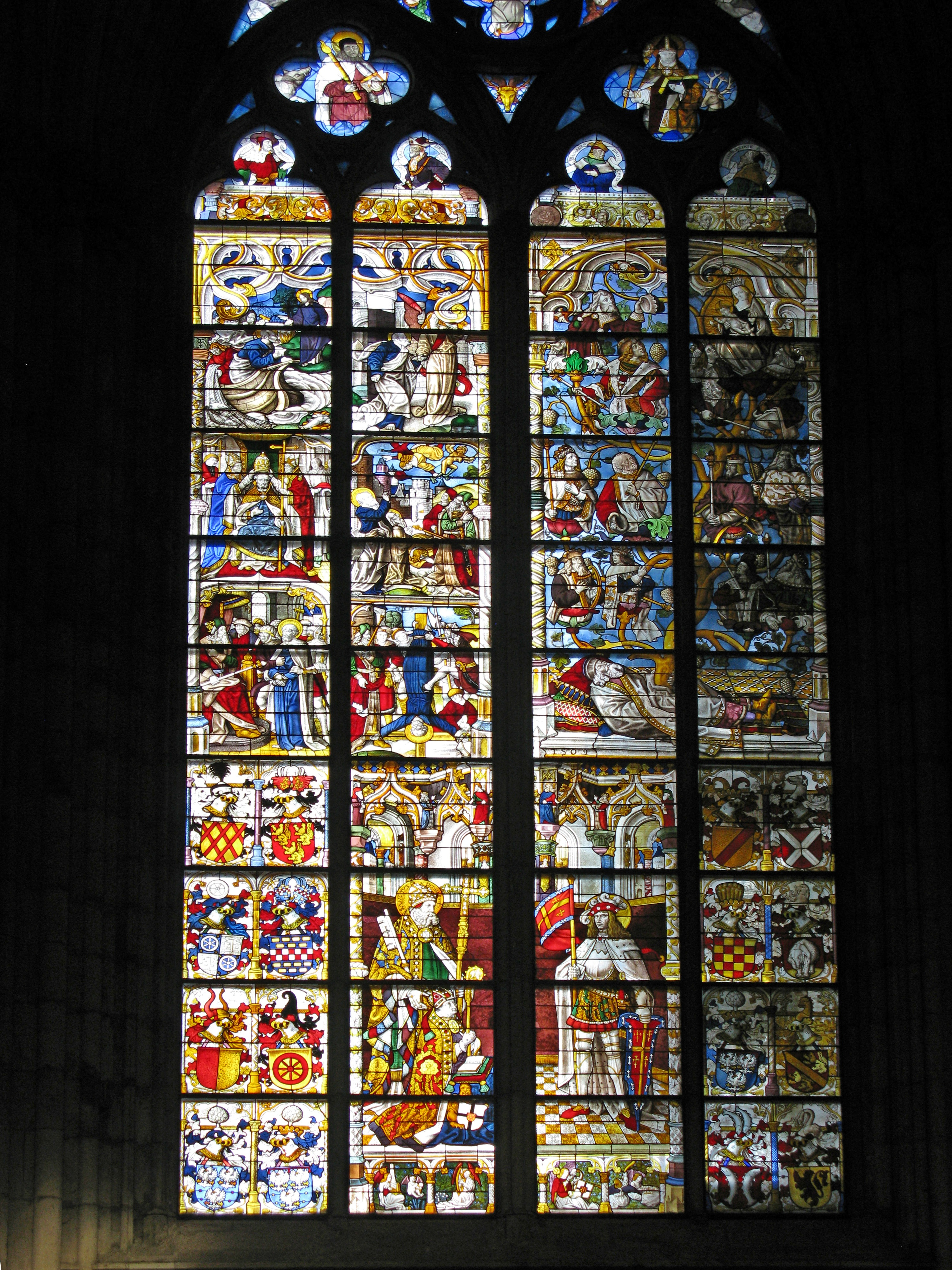
Petrus-Wurzel-Jesse-Fenster im Kölner Dom; rechts mittig der liegende Isai

Im Talmud zählt Isai zu den vier Gerechten, die nicht aufgrund ihrer eigenen Verfehlungen, sondern allein aufgrund der „Verleitung der Schlange“ (Gen 3 ) sterblich waren.
In christlicher Tradition findet sich die Bezeichnung „Reis aus der Wurzel Isais“ bzw. „Blüte aus der Wurzel Isais“ zuerst bei Tertullian.

## Isai in der Kunst
In der christlichen Kunst wurde die Verheißung des neuen Spross aus der Wurzel Isais häufig mit dem Stammbaum in Mt 1  verbunden und in der Form eines Baumes dargestellt. Das sogenannte „Petrus-Wurzel Jesse-Fenster“ im nördlichen Seitenschiff des Kölner Doms zeigt rechts Isai liegend. Aus seinem Bauch wächst ein Baum, auf dem unten links David mit Königskrone und Harfe und oben rechts Maria und Jesus abgebildet sind. Das Fenster stammt aus dem Beginn des 16. Jahrhunderts.